# Plymouth College

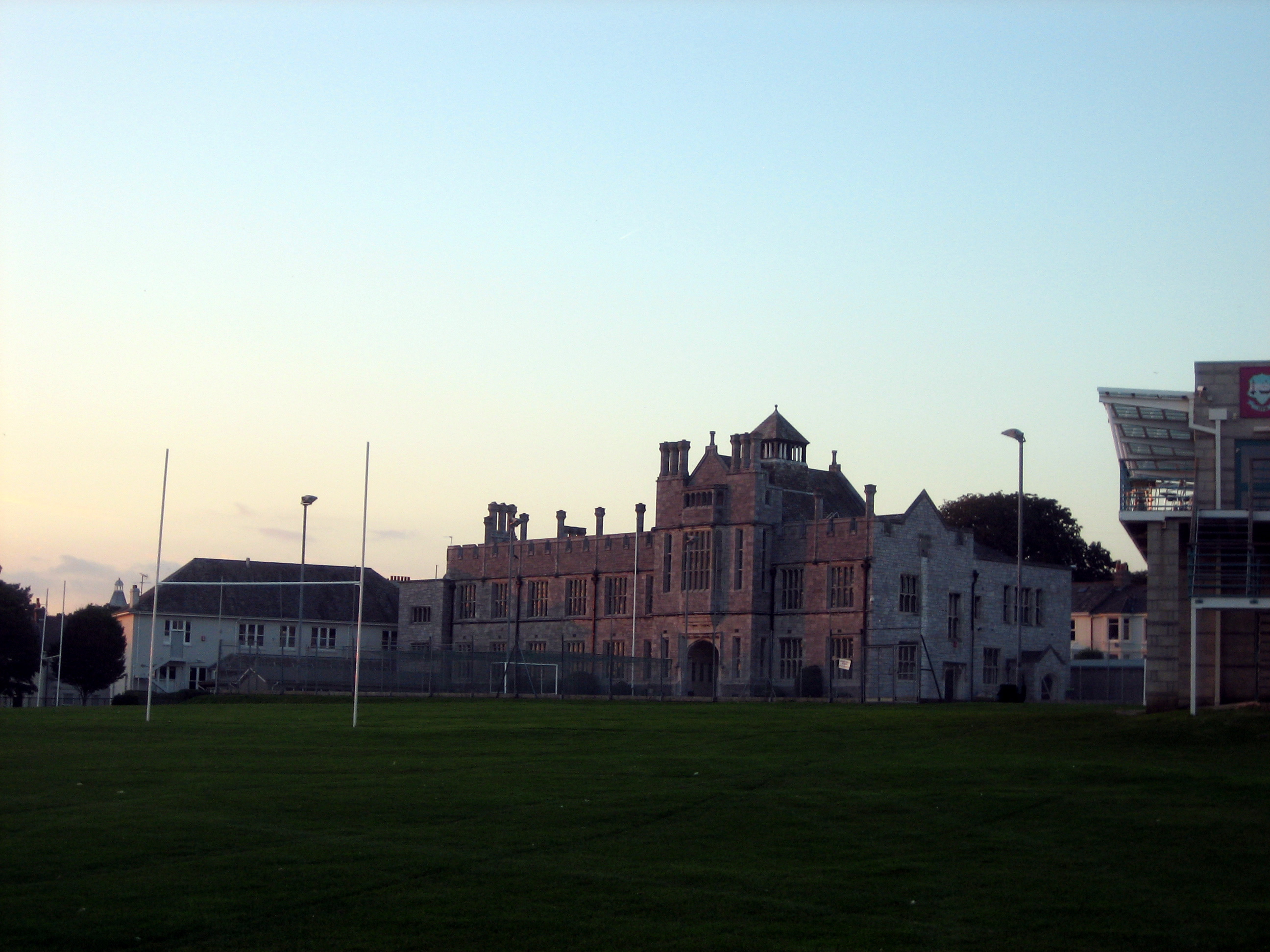
Das Hauptgebäude des Plymouth College

Plymouth College (PMC) ist eine koedukativ unabhängige Schule in Plymouth, Devon in England, für Tages- und Internatsschüler im Alter von 11 bis 18 Jahren. Es wurde als eine Knabenschule im Jahr 1877 gegründet und wurde im Jahre 1995 koedukativ. Es gibt International Baccalaureate Programm.

## Schüler
- Michael Foot (1913–2010),  britischer Politiker, Vorsitzender der Labour Party von 1980 bis 1983
- Dawn French (* 1957),  britische Schauspielerin und Komikerin
- Henry Wilson Harris (1883–1955), Journalist
- William James (* 1976), Rugby-Union-Spieler
- Rūta Meilutytė (* 1997), litauische Schwimmerin, Olympiasiegerin

Koordinaten: 50° 23′ 3″ N, 4° 8′ 14″ W